# Shake It Off (canción de Taylor Swift)
«Shake It Off» —en español: «Quitárselo de encima» (expresión que en inglés hace referencia a "deshacerse de un problema")— es una canción escrita e interpretada por la cantautora norteamericana Taylor Swift, incluida en su quinto álbum de estudio, 1989 (2014). Compuesta por Swift, Max Martin y Shellback, la canción —que es una desviación del anterior estilo country de Swift— es un uptempo pop con pista instrumentada por el saxofón. «Shake It Off» es la sexta pista del álbum y funcionó como su primer sencillo. La canción se estrenó durante una transmisión en vivo en Yahoo! el 18 de agosto de 2014; su video musical también fue lanzado el mismo día. Varias horas más tarde, «Shake It Off» se puso a disposición para su descarga digital.
«Shake It Off» recibió reseñas positivas de los críticos de música, que elogiaron su estilo musical. Mientras tanto, el video musical tuvo una respuesta variada y fue criticado. «Shake It Off» debutó en el número 1 en la lista Billboard Hot 100 en la semana que terminó el 6 de septiembre de 2014, convirtiéndose en el segundo sencillo número uno de Taylor Swift en los Estados Unidos y la vigésimo segunda canción en debutar en el número 1 en la historia de la lista. Por otro lado, recibió tres nominaciones en los premios Grammy de 2015 en las categorías de grabación del año, canción del año y mejor interpretación pop solista.
El vídeo musical actualmente en YouTube cuenta con más de 3 mil millones de visitas, siendo el video musical número 11 con más vistas de YouTube y el video número 15 más visto de todo YouTube. Es el cuarto video musical más visto en YouTube de una artista femenina, superado por Waka Waka (This Time For Africa) de Shakira y por Roar y Dark Horse de Katy Perry.

## Lanzamiento
Swift comenzó bromeando acerca de un anuncio en agosto de 2014. El 4 de agosto, se publicó un video en su cuenta de Instagram en la que se introduce el número 18 en un ascensor. El 6 de agosto, ella tuiteó una imagen de la hora 05:00 y al día siguiente una captura de pantalla de la página de inicio de Yahoo!. Más tarde, el 13 de agosto de 2014 se confirmó en The Tonight Show Starring Jimmy Fallon que tendría lugar una transmisión en vivo en Yahoo! el 19 de agosto de 2014 a las 5 de la tarde. Durante esa transmisión, Swift anunció su quinto álbum y estrenó su primer sencillo.

## Composición
"Shake It Off" fue compuesta por Swift, Max Martin y Shellback y producida por Martin y Shellback también. Tiene una duración de tres minutos y treinta y nueve segundos. Musicalmente, "Shake It Off" es un uptempo pop que desechó el tradicional country de las versiones anteriores de Swift. Está instrumentado por el saxofón. Jason Lipshutz de Billboard comparó la melodía de la canción con la de Macklemore & Ryan Lewis con "Thrift Shop". Un escritor de Music Times, por su parte, comparó la canción con la de Pharrell Williams con "Happy". Por otra parte, Shirley Halperin de The Hollywood Reporter, etiquetó a "Shake It Off" como una versión de uptempo similar a la de Idina Menzel con "Let It Go".
Líricamente, la canción está dedicada a los detractores de Swift. Ella dijo: "He aprendido una lección muy difícil en la que la gente puede decir lo que quiera acerca de nosotros en cualquier momento, y no podemos controlar eso. Lo único que podemos controlar es nuestra reacción a eso." En una entrevista para la revista Rolling Stone, Swift elaboró su respuesta aún más, "He tenido todas las partes de mi vida diseccionadas -mis elecciones, mis acciones, mis palabras, mi cuerpo, mi estilo, mi música-. Cuando usted vive su vida bajo esa clase de escrutinio, puede dejar que se te rompa, o usted puede conseguir ser realmente bueno en esquivar los golpes de la vida. Y cuando uno los domina, aprende a cómo lidiar con ellos. Y supongo que la forma en que me ocupo es para quitárselo de encima."

## Recepción

### Comentarios de la crítica
Jason Lipshutz de Billboard escribió que a través de esta canción Swift "demuestra por qué ella está entre las reinas del pop: Como habrás adivinado, la canción suena como un éxito seguro". Ley Tarynn de El 405 alabó la pista y caracteriza la canción como "amapola" y "pegadiza". Shirley Halperin de The Hollywood Reporter dio a la canción una revisión positiva, describiéndola como "pop-tastic." Alice Vicente de The Daily Telegraph también criticó positivamente la canción, señalando como "una pista pegadiza, alegre." Molly Fitzatrick de The Guardian también encontró que la canción es pegadiza, pero no muestra el talento de la composición de Swift.
Randall Roberts, de Los Angeles Times, llama la canción de "una dulce pop perfecta", sin embargo señala que "presenta a una artista haciendo fuego para hacer una transgresión astuto pero en vez de aterrizar en sordo, presenta un regreso adolescente ensimismado, con música para que coincida con el ambiente". Kevin Fallon de The Daily Beast, encontró " que esta nueva dirección de su carrera es lamentablemente deprimente". Si bien admitió que "Shake It Off" es "una gran canción pop", dijo que es "la canción menos musicalmente interesante que Swift ha hecho" y "no es personal, por lo menos no de la manera que esperamos de una canción de Taylor Swift". Fallon deploró la transición de Swift para hacer estallar que el sentía que "abandonó a su sonido" en el proceso.
Sin embargo, los expertos de monitorLATINO México han coincidido en que es una canción lo suficientemente buena como para haberse mantenido, hasta la fecha, dentro de los primeros 10 lugares del ranking Top Latin Songs – Inglés México de la institución, sumando 20 semanas sucesivas en total. Cabe destacar que ingresar a estas listas es complicado, y esta canción lo logró, y con creces.

### Desempeño comercial
Un día después de su impacto en las estaciones de radio de Estados Unidos, "Shake It Off" ganó una audiencia de nueve millones. La canción debutó en el puesto 45 en los Billboard Radio Songs chart con 29 millones de reproducciones en todo el formato de la audiencia. Debutó en el Mainstream Top 40, en el número 12, empatando con la canción de Mariah Carey "Dreamlover" como el debut más alto de gráfico. "Shake It Off" se convirtió en su tercera canción número uno, después de su hit "We Are Never Ever Getting Back Together", que permaneció N.º 1 durante siete semanas consecutivas. El sencillo debutó en el número nueve en el Billboard Adult Top 40 chart, convirtiéndose en el sencillo de debut más alto de la tabla. En su sexta semana, la canción se convirtió en su segundo número 1 en la lista Adult Top 40 desde su hit "I Knew You Were Trouble", empatando con la canción de Céline Dion "Because You Loved Me" como la canción más rápida que alcanzó el número 1 en sólo seis semanas. En el Hot 100 Airplay (Radio Songs), la canción se convirtió en el tercer número uno, después de su hit "I Knew You Were Trouble". "Shake It Off" ha pasado cuatro semanas no consecutivas en el N°1 en los Hot Digital Songs.
En los Estados Unidos, en el Billboard Hot 100, el sencillo debutó en la cima de la tabla siendo la canción 22 en debutar en el número uno con la primera semana de ventas digitales de 544 mil unidades para el tema, el 6 de septiembre de 2014. La pista tuvo la mayor venta absoluta en esa semana, las ventas de debut fueron únicas para solo una semana de 2014, también fue el cuarto en la venta general, al igual que la canción de Flo Rida "Right Round", la de Taylor Swift "We Are Never Ever Getting Back Together" y la de Katy Perry "Roar". Durante esa semana, "Shake It Off", además, obtuvo 18,4 millones de reproducciones en streaming y 71 millones de audiencias en airplay. La canción se mantuvo en el número uno por segunda semana consecutiva con 355.000 copias vendidas. Finalmente, la canción ha vendido 4.000.000 de copias, recibiendo una certificación 5x Platino de la Recording Industry Association of America (RIAA).
"Shake It Off" se convirtió en el tercer número uno de Swift en Canadá con 48.000 copias vendidas en su primera semana, después de "We Are Never Ever Getting Back Together", debutante en el número uno; es la tercera canción de hacerlo también, empatando con Eminem y Katy Perry con varias canciones para debutantes en el número uno."Shake It Off" debutó sexta diez en el Reino Unido, además de haber debutado cuarto en la lista de sencillos de ese país, y ha alcanzado el segundo puesto, récord absoluto. Además, en Irlanda, la canción trepó al número tres en su segunda semana después de debutar en el número 14, dándole a Swift su quinto top ten.
En Australia, debutó en el número cinco en la lista de sencillos de ese país, el debut más alto de la semana, y en su segunda semana se elevó al número uno, por lo que es su segundo sencillo que se encuentra al principio de la tabla después de su hit "Love Story". "Shake It Off" pasó su tercera semana en el N°1 en los Singles Chart australianos, convirtiendo a esa canción en la pista más larga de Swift en mantenerse en esa ubicación en Australia desde "Love Story". El sencillo ha sido certificado 2× Platino por Australian Recording Industry Association (ARIA) por las más de 140.000 copias vendidas. En Nueva Zelanda, debutó en el número dos, el debut más alto de la semana, luego en su segunda semana se elevó al número uno, por lo que es el segundo sencillo de Swift que trepa a esa ubicación en la tabla después de su hit "We Are Never Ever Getting Back Together". En su quinta semana "Shake It Off" pasó nuevamente al puesto número 1 en el top de Nueva Zelanda Singles Chart, haciendo que Swift alargase más su plazo en primera ubicación en ese país, al igual que "We Are Never Ever Getting Back Together".
Hasta la fecha ha vendido 11,113,230 siendo este el segundo sencillo más vendido de Taylor Swift.

## Video musical

### Grabación
El video musical, dirigido por Mark Romanek, fue lanzado el 19 de agosto de 2014, el mismo día del lanzamiento de la canción. Se rodó en junio de 2014 durante tres días en Los Ángeles. Swift habló acerca de la realización del video:
"Fue muy divertido. Me desperté cada día de esa sesión y no podía esperar a llegar al set. Tuvimos twerking, que era tan gracioso. Esas chicas estaban tratando de enseñarme, y que nunca iba a suceder. Traté mucho de esforzarme para que me saliera. Era enseñarme lo que hacen, y hay como una ciencia allí -que es como cavar sus talones en el suelo sin que al mover las piernas, se muevan sus colillas.- Fue alucinante para mí. Ellas me explicaban todo, y es tan por encima de mi comprensión entender cómo es su cuerpo."
Según Music Times, el vídeo muestra a Swift "que abraza a su bailarina interior sumergiéndose a sí misma con algunos de los mejores bailarines del mundo en los estilos de hip hop, lírico, ballet, jazz e incluso animación. Sean Michaels de The Guardian también señaló el acompañamiento de "twerkers" en el clip. El videoclip de "Shake It Off" también cuenta con publicidad de Swift en Twitter y Instagram. Los críticos también señalaron referencias a Lady Gaga y Skrillex en el clip. Hugh McIntyre de Forbes tomó nota de las referencias a Gaga, Skrillex, Fergie y Gwen Stefani en "Shake It Off", dijo que es "peculiar y difícil". Analizando el video, VH1 ha notado semejanzas con "Mine" de Beyoncé. El vídeo fue VEVOCertified 20 días después de haberlo publicado, y actualmente cuenta con más de 3 mil millones de visitas en YouTube, es el vídeo musical más visto de Swift en dicha plataforma.

### Recepción
El vídeo recibió reseñas variadas de los críticos de música. Brian Mansfield de Chicago Sun-Times llamó al vídeo "alegre". Direct Lyrics proporcionó una opinión positiva diciendo que el vídeo es "sin duda una diversión y capta bastante bien la rebeldía y el cuidado de libre espíritu del nuevo sencillo de Taylor". Molly Fitzpatrick de The Guardian escribió: La mezcla incongruente de la danza moderna, el ballet y el breakdance es divertido, pero la vanidad cae de plano". HitFix considera que el vídeo es "inoportuno" debido al actual debate en torno a los disturbios en Ferguson por las relaciones raciales mientras Jezabel lo describió como un "desastre digno".
El video fue criticado, además, por su referencia a twerking, con "las escenas de twerking y breakdance toma los significantes de la cultura negra y los utiliza como una forma de entretenimiento o de burla". La crítica de Prachi Gupta de Salon, dice que el vídeo es "incómodo" y explicó que "la imagen de Swift vestida como una caricatura de una mujer negra es discordante". Gupta concluyó: "si Swift quiere ser una estrella del pop duradera, su carrera se desempeña mejor, no por imitación, sino por la creación de algo nuevo." El rapero Earl Sweatshirt afirmó que el vídeo musical es "racista" en su página de Twitter. Si bien admitió que no había visto realmente el vídeo, Mark Romanek defendió su trabajo diciendo: "Simplemente elegimos estilos de danza que pensamos que serían populares y divertidos, y echó a los mejores bailarines que se presentaron a nosotros sin mucho sentido la raza o el origen étnico". También dijo: "Si usted lo mira con cuidado, es una pieza de forma masiva inclusiva, es muy, muy inocentemente y positivamente intencionado y -recordemos- es una pieza satírica, es jugar con toda una serie de tropos de vídeo de música, clichés y estereotipos".

## Interpretaciones en directo

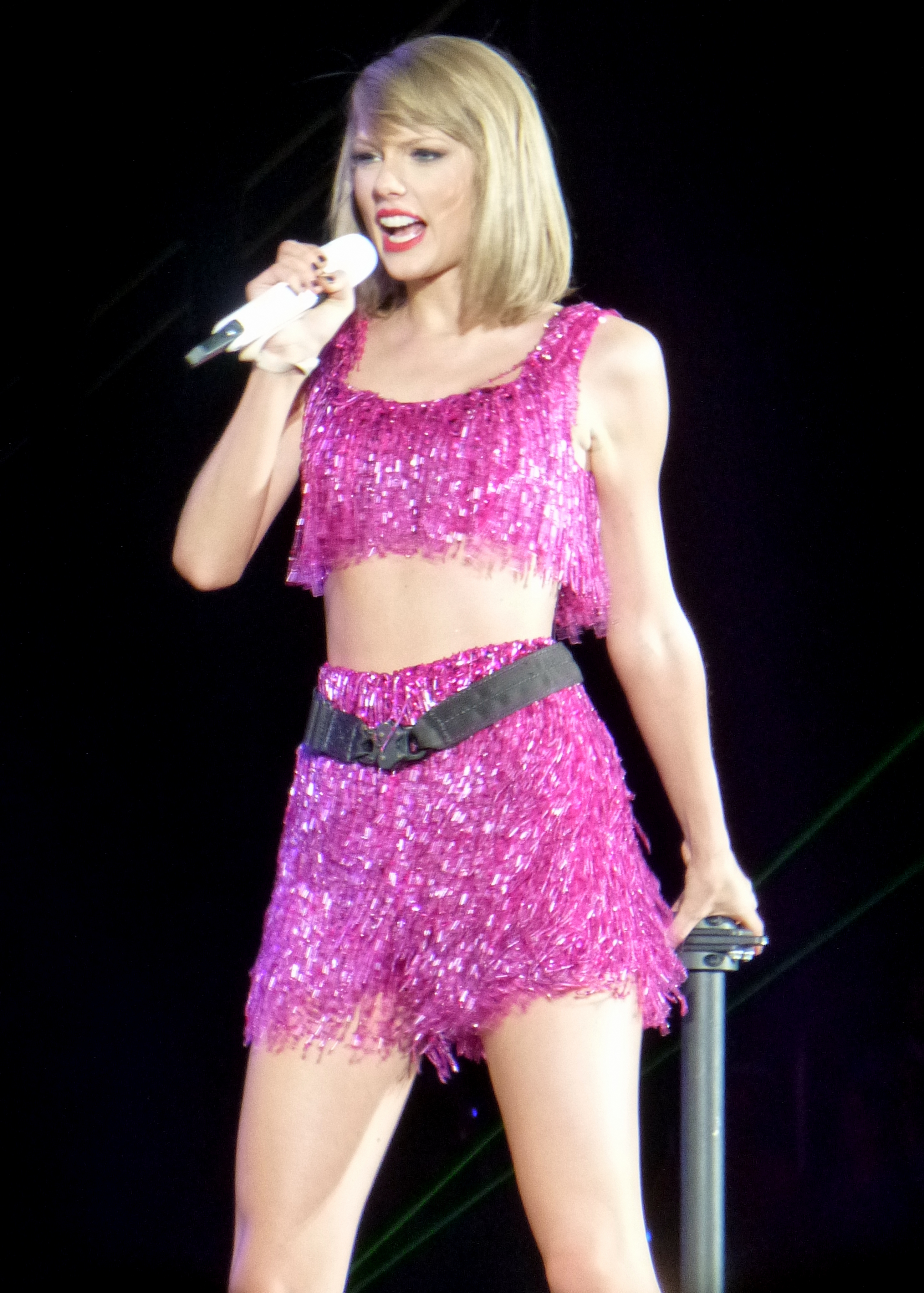
Taylor Swift en el tour de su disco, "1989" en el Ford Field, Detroit (30-5-2015)

Swift interpretó "Shake It Off" por primera vez en directo en la edición de 2014 de los MTV Video Music Awards el 24 de agosto de ese año, llevaba un dos piezas de plata brillante con un equipo de bailarines en trajes y bailarinas de carbón vegetal a trajes de colores. Swift también interpretó la canción en los German Radio Awards en Alemania el 4 de septiembre de 2014. Swift también interpretó la canción en vivo en el Festival de Música iHeartRadio el 19 de septiembre de 2014.

## Lista de canciones
| - Descarga Digital / CD - Edición Limitada 1. "Shake It Off" — 3:39 | - CD - Edición Alemania 1. "Shake It Off" — 3:39 2. "Shake It Off" (Video) — 4:02 |

## Posicionamiento en listas y certificaciones
| Lista (2014)                                   | Mejor posición |
| ---------------------------------------------- | -------------- |
| Australia (ARIA)                               | 1              |
| Austria (Ö3 Austria Top 40)                    | 6              |
| Bélgica (Flandes) (Ultratop 50)                | 17             |
| Bélgica (Valonia) (Ultratop 50)                | 14             |
| Brasil (Billboard Hot 100 Brasil)              | 56             |
| Canadá (Canadian Hot 100)                      | 1              |
| Colombia:(Lista 40 principales)                | 1              |
| Croacia (Croatian Airplay Radio Chart)         | 5              |
| República Checa (Rádio Top 100)                | 4              |
| Dinamarca (Tracklisten)                        | 4              |
| Finlandia (OFC)                                | 6              |
| Francia (SNEP)                                 | 6              |
| Alemania (Media Control AG)                    | 5              |
| Hungría (Single Top 40)                        | 1              |
| Iceland (Tonlist)                              | 8              |
| Irlanda (IRMA)                                 | 3              |
| Israel (Media Forest)                          | 4              |
| Italy (FIMI)                                   | 10             |
| Japón (Japan Hot 100)                          | 4              |
| Mexico Airplay (Billboard)                     | 1              |
| Mexico Ingles Airplay (Billboard)              | 12             |
| Países Bajos (Dutch Top 40)                    | 5              |
| Países Bajos (Mega Single Top 100)             | 7              |
| Nueva Zelanda (Recorded Music NZ)              | 1              |
| Noruega (VG-lista)                             | 3              |
| Polonia (Polish Airplay Top 100)               | 1              |
| Escocia (Scottish Singles Sales Chart)         | 2              |
| Eslovaquia (Rádio Top 100)                     | 4              |
| South Africa (Entertainment Monitoring Africa) | 2              |
| South Korea International Chart (GAON)         | 19             |
| España (Top 100 Canciones)                     | 1              |
| Suecia (Sverigetopplistan)                     | 3              |
| Suiza (Schweizer Hitparade)                    | 7              |
| Reino Unido (UK Singles Chart)                 | 2              |
| Estados Unidos (Billboard Hot 100)             | 1              |
| Estados Unidos (Adult Contemporary)            | 1              |
| Estados Unidos (Adult Top 40)                  | 1              |
| US Dance/Mix Show Airplay (Billboard)          | 6              |
| Estados Unidos (Hot Dance Club Songs)          | 17             |
| Estados Unidos (Mainstream Top 40)             | 1              |

| País (organismo certificador) | Ventas/remesas | Certificación |
| ----------------------------- | -------------- | ------------- |
| Alemania (BVMI)               | 200 000        | Oro           |
| Australia (ARIA)              | 420 000        | 6× Platino    |
| Dinamarca (IFPI Dinamarca)    | 15 000         | Oro           |
| Estados Unidos (RIAA)         | 10 000         | Diamante      |
| Italia (FIMI)                 | 30 000         | Platino       |
| Japón (RIAJ)                  | 250 000        | Platino       |
| México (AMPROFON)             | 60 000         | Platino       |
| Nueva Zelanda (RIANZ)         | 45 000         | 3× Platino    |
| Reino Unido (ARIA)            | 1,800,000      | 3x Platino    |
| Suecia (GLF)                  | 40 000         | Platino       |
| Suiza (IFPI)                  | 15 000         | Oro           |

## Premios y nominaciones
| Año  | Premiación                | Categoría                           | Resultado | Ref.    |
| ---- | ------------------------- | ----------------------------------- | --------- | ------- |
| 2015 | Billboard Music Awards    | Mejor Canción Hot 100               | Nominado  | [ 109 ] |
| 2015 | Billboard Music Awards    | Canción más Descargada              | Nominado  | [ 109 ] |
| 2015 | Billboard Music Awards    | Mejor Vídeo                         | Ganador   | [ 109 ] |
| 2015 | Grammy Awards             | Grabación del Año                   | Nominado  | [ 110 ] |
| 2015 | Grammy Awards             | Canción del Año                     | Nominado  | [ 110 ] |
| 2015 | Grammy Awards             | Mejor Interpretación de Pop Solista | Nominado  | [ 110 ] |
| 2015 | iHeartRadio Music Awards  | Canción del Año                     | Ganador   | [ 111 ] |
| 2015 | LOS40 Music Awards        | Mejor Vídeo Internacional           | Nominado  | [ 112 ] |
| 2015 | Kids' Choice Awards       | Canción Favorita                    | Nominado  | [ 113 ] |
| 2015 | People's Choice Awards    | Canción Favorita                    | Ganador   | [ 114 ] |
| 2015 | Radio Disney Music Awards | Canción del Año                     | Nominado  | [ 115 ] |
| 2015 | Radio Disney Music Awards | Mejor Canción para Bailar           | Ganador   | [ 115 ] |
| 2015 | Teen Choice Awards        | Mejor Canción Femenina              | Nominado  | [ 116 ] |

## Historial de estrenos
| País           | Fecha                    | Formato                 | Etiqueta                 | N.º Catálogo          | Ref.           |
| -------------- | ------------------------ | ----------------------- | ------------------------ | --------------------- | -------------- |
| Bélgica        | 19 de agosto de 2014     | Descarga digital        | Big Machine              | 00602537993796        | [ 59 ]         |
| Francia        | 19 de agosto de 2014     | Descarga digital        | Universal                | 0060253799379         | [ 117 ]        |
| Estados Unidos | 19 de agosto de 2014     | Descarga digital        | Big Machine              | B00MUGV98Y B00MUGVDJ4 | [ 54 ] [ 118 ] |
| Estados Unidos | 19 de agosto de 2014     | Radio hit contemporánea | - Big Machine - Republic | —                     | [ 119 ]        |
| Estados Unidos | 11 de septiembre de 2014 | CD                      | Big Machine              | BMRBD0501B            | [ 55 ]         |
| Reino Unido    | 25 de agosto de 2014     | Radio Hit Contemporánea | Big Machine              | —                     | [ 121 ]        |
| Alemania       | 10 de octubre de 2014    | CD                      | Universal                | —                     | [ 56 ]         |